# 1974年第一號副熱帶風暴
第一號副熱帶風暴（英語：Subtropical Storm One）是一場持續時間很短，於1974年6月下旬為佛罗里达州中部帶來大量降雨的副熱帶氣旋。該天氣系統起源於墨西哥灣西南部的一股熱帶低氣壓在6月24日時所分離出的對流區。該對流區持續發展並形成一股低壓區，系統結構於當日稍晚發展得具有組織性，此時該系統被認定為一股副熱帶氣旋。該系統於6月25日清晨於克利尔沃特以每小時85公里的最大持續風速登陸，並在佛羅里達州東部達到巔峰，此時測得每小時100公里的最大持續風速。系統重新進入大西洋後，經歷溫帶變性過程而開始減弱，最終於6月26日凌晨在北卡罗来纳州沿海消散。
儘管該系統相較於其他氣旋的強度較弱，該系統仍在佛羅里達州坦帕鄰近地區帶來超過12英寸（300）的累積雨量，美國國家颶風中心的報告則指出累積雨量應達20英寸（510）。奥基乔比亦測得7英寸（180）的累積雨量，此系統所致的暴雨造成佛羅里達州中部區域暴洪，並引起一場龍捲風。風暴影響期間，共造成3人死亡，災害損失達1000萬美元。

## 氣象歷史
有一股熱帶性低氣壓於1974年6月22日在墨西哥灣西南部生成，該熱帶性低氣壓於6月24日靠近墨西哥海岸線時開始減弱，此時該系統的對流逐漸遠離環流中心。24日晚間，分離出的對流在墨西哥灣中部形成了一個新的低壓區。在世界標準時18時左右，系統發展得具有組織性，此時該系統被認定為一股副熱帶性低氣壓。即便其為副熱帶性質，其在活動期間仍被視為非熱帶氣旋，氣象單位在事後分析對其強度與性質進行重新評估。該系統隨後以39 km/h（24 mph）的速度迅速向東北方向移動，並在6月25日清晨接近佛羅里達海岸線時增強為副熱帶風暴。
飓风猎人在此場風暴中持續進行氣象偵察任務，直到該系統在6月25日上午以85 km/h（53 mph）的最大持續風速於克利尔沃特登陸。雖然該系統的中心位於佛羅里達半島上空，但其仍持續增強。系統在登陸後6小時達到巔峰，此時系統的最大持續風速達100 km/h（62 mph），中心最低氣壓則達1,000 mb（30 inHg）。系統達到巔峰不久後，即移動到大西洋上空並開始減弱，隨後開始轉性為溫帶氣旋，發展出鋒面結構與細長的對流。系統在12小時內完成轉性，最終於6月26日清晨在北卡罗来纳州沿岸消散。

## 災害及影響

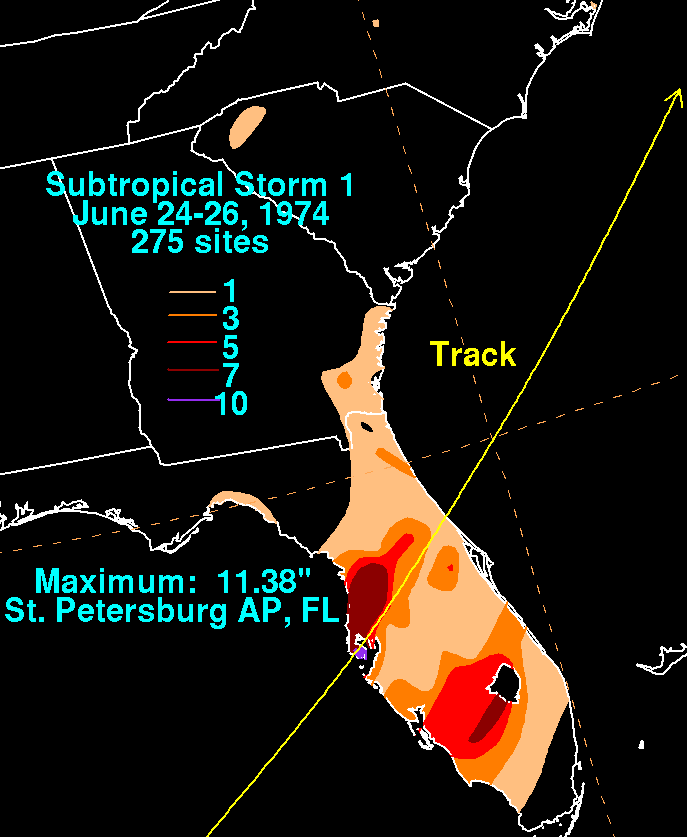
第一號副熱帶風暴降雨量分布。

美國國家颶風中心在系統形成後，對佛羅里達州大部分海岸線發布小型船隻警告及強風告警。雖然此系統強度較弱，仍為佛羅里達州中部區域帶來豪雨，聖彼得堡測得11.38英寸（289）的累積雨量，美國國家颶風中心的報告則指出坦帕鄰近地區的累積雨量高達20英寸（510）。印威內斯的日累積雨量達9.54英寸（242），坦帕以北的一大部分區域測得超過7英寸（180）的降雨量，奥基乔比以西的降雨量落在130至180毫米之間。聖彼得-克利爾沃特國際機場有兩條跑道受到此系統所造成的洪水淹沒。
此系統在墨西哥灣近海造成高達4英尺的長浪，數艘船隻因此擱淺，美国海岸警卫队亦因此數次展開救援，將許多船隻拖回岸邊。有報告指出，迈尔斯堡在此系統影響期間有產生龍捲風。除此之外，萨拉索塔亦有觀測到有兩股龍捲風襲擊無人居住的區域且沒有造成任何損失，而其中一股龍捲風被評等為F0，其移動路徑約為1 mi（1.6 km）。海岸侵蝕常見於美國東南部的海灘，最嚴重的區域在錫達礁與那不勒斯之間，而此次系統亦在該區域帶來海岸洪水。此系統在經過佛羅里達州後，亦帶給喬治亞州、南卡罗来纳州與北卡罗来纳州陣風和輕度到中度的降雨量。在整個佛羅里達州，有3人溺水身亡，洪水造成約1000萬美元的災害損失。

## 外部連結
- 1974年每月天氣回顧 （页面存档备份，存于）